# قهرمانی کشتی جهان ۲۰۲۱
قهرمانی کشتی جهان ۲۰۲۱ هفتاد و یکمین دوره و همچنین هفدهمین نسخه از قهرمانی‌های کشتی جهان با ترکیب رویدادها می‌باشد که از ۲ تا ۱۰ اکتبر ۲۰۲۱ در اسلو، نروژ برگزار شد.
این رویداد متعاقب قهرمانی جهان ۲۰۱۹ برگزار شد چرا که قهرمانی جهان ۲۰۲۰ به دلیل همه‌گیری ویروس کرونا لغو گردید و جام جهانی انفرادی ۲۰۲۰ به عنوان جایگزین این دوره از رقابت‌های قهرمانی جهان برگزار گردید.

## مکان برگزاری

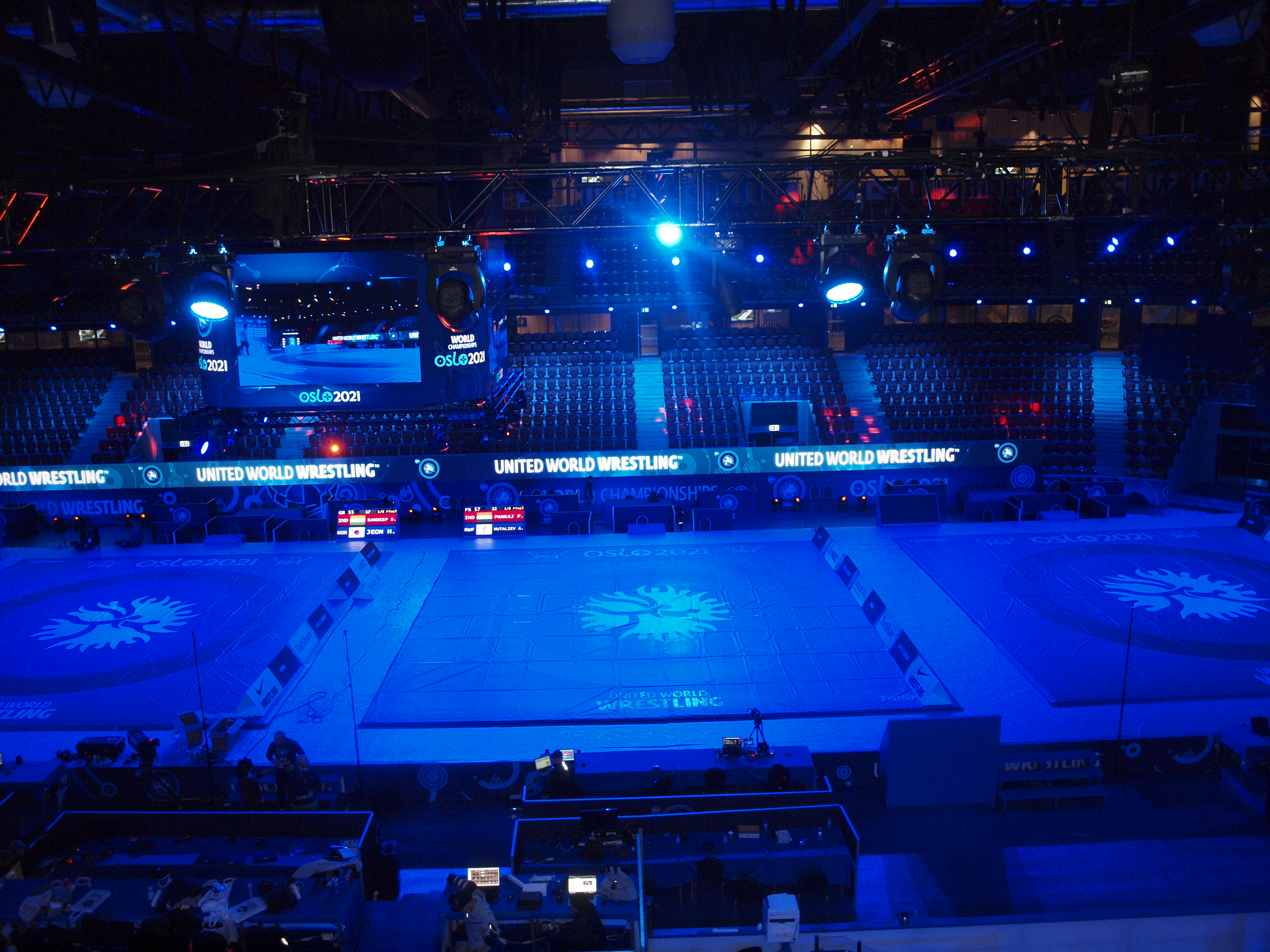
محل برگزاری مسابقات

ورزشگاه نی جوردال آمفی میزبان رقابت‌های قهرمانی جهان ۲۰۲۱ بود.
| نروژ، اسلو             |
| ورزشگاه نی جوردال آمفی |
| گنجایش: ۵٬۶۰۰          |
|                        |

## جدول مدال‌ها
| رتبه            | کشور                | طلا | نقره | برنز | مجموع |
| --------------- | ------------------- | --- | ---- | ---- | ----- |
| ۱               | ایران               | ۷   | ۳    | ۳    | ۱۳    |
| ۲               | ایالات متحده آمریکا | ۵   | ۵    | ۵    | ۱۵    |
| ۳               | ژاپن                | ۵   | ۳    | ۴    | ۱۲    |
| ۴               | فدراسیون کشتی روسیه | ۴   | ۵    | ۹    | ۱۸    |
| ۵               | قرقیزستان           | ۲   | ۲    | ۲    | ۶     |
| ۶               | مولدووا             | ۲   | ۱    | ۰    | ۳     |
| ۷               | آذربایجان           | ۱   | ۱    | ۴    | ۶     |
| ۸               | لهستان              | ۱   | ۰    | ۳    | ۴     |
| ۹               | ارمنستان            | ۱   | ۰    | ۱    | ۲     |
| ۱۰              | بلغارستان           | ۱   | ۰    | ۰    | ۱     |
| ۱۰              | صربستان             | ۱   | ۰    | ۰    | ۱     |
| ۱۲              | گرجستان             | ۰   | ۲    | ۶    | ۸     |
| ۱۳              | آلمان               | ۰   | ۱    | ۳    | ۴     |
| ۱۳              | ترکیه               | ۰   | ۱    | ۳    | ۴     |
| ۱۵              | بلاروس              | ۰   | ۱    | ۱    | ۲     |
| ۱۵              | مجارستان            | ۰   | ۱    | ۱    | ۲     |
| ۱۵              | هند                 | ۰   | ۱    | ۱    | ۲     |
| ۱۸              | استونی              | ۰   | ۱    | ۰    | ۱     |
| ۱۸              | اسلواکی             | ۰   | ۱    | ۰    | ۱     |
| ۱۸              | قزاقستان            | ۰   | ۱    | ۰    | ۱     |
| ۲۱              | مغولستان            | ۰   | ۰    | ۶    | ۶     |
| ۲۲              | اوکراین             | ۰   | ۰    | ۳    | ۳     |
| ۲۳              | سوئد                | ۰   | ۰    | ۱    | ۱     |
| ۲۳              | لیتوانی             | ۰   | ۰    | ۱    | ۱     |
| ۲۳              | مصر                 | ۰   | ۰    | ۱    | ۱     |
| ۲۳              | نروژ                | ۰   | ۰    | ۱    | ۱     |
| ۲۳              | کانادا              | ۰   | ۰    | ۱    | ۱     |
| مجموع (۲۷ کشور) | مجموع (۲۷ کشور)     | ۳۰  | ۳۰   | ۶۰   | ۱۲۰   |

## رده‌بندی تیمی
| رتبه | آزاد مردان          | آزاد مردان | فرنگی مردان         | فرنگی مردان | آزاد زنان           | آزاد زنان |
| رتبه | تیم                 | امتیازات   | تیم                 | امتیازات    | تیم                 | امتیازات  |
| ---- | ------------------- | ---------- | ------------------- | ----------- | ------------------- | --------- |
| ۱    | فدراسیون کشتی روسیه | ۱۷۳        | فدراسیون کشتی روسیه | ۱۵۲         | ژاپن                | ۱۹۶       |
| ۲    | ایالات متحده آمریکا | ۱۶۵        | ایران               | ۱۴۶         | ایالات متحده آمریکا | ۱۴۷       |
| ۳    | ایران               | ۱۶۳        | جمهوری آذربایجان    | ۱۰۷         | مغولستان            | ۷۸        |
| ۴    | گرجستان             | ۶۸         | گرجستان             | ۹۲          | اوکراین             | ۷۳        |
| ۵    | ترکیه               | ۵۸         | ترکیه               | ۶۶          | هند                 | ۶۷        |
| ۶    | مغولستان            | ۵۶         | مجارستان            | ۶۰          | قرقیزستان           | ۶۵        |
| ۷    | بلاروس              | ۴۵         | ژاپن                | ۵۴          | فدراسیون کشتی روسیه | ۶۴        |
| ۸    | جمهوری آذربایجان    | ۴۲         | ارمنستان            | ۴۹          | بلغارستان           | ۴۹        |
| ۹    | لهستان              | ۴۹         | لهستان              | ۴۶          | کانادا              | ۴۷        |
| ۱۰   | ارمنستان            | ۳۹         | بلاروس              | ۴۰          | مولدووا             | ۴۵        |

## خلاصه مدال

### آزاد مردان
| رویداد      | طلا                               | نقره                               | برنز                            |
| ۵۷ کیلوگرم  | توماس گیلمن · ایالات متحده آمریکا | علیرضا سرلک · ایران                | هورست لهر · آلمان               |
| ۵۷ کیلوگرم  | توماس گیلمن · ایالات متحده آمریکا | علیرضا سرلک · ایران                | آریان چیوترین · بلاروس          |
| ۶۱ کیلوگرم  | عباس‌گادژی ماگومدف · روسیه         | دیتون فیکس · ایالات متحده آمریکا   | آرسن هاروتیونیان · ارمنستان     |
| ۶۱ کیلوگرم  | عباس‌گادژی ماگومدف · روسیه         | دیتون فیکس · ایالات متحده آمریکا   | توشیهیرو هاسگاوا · ژاپن         |
| ۶۵ کیلوگرم  | زاگیر شاخیف · روسیه               | امیرمحمد یزدانی · ایران            | علیبک عثمانوف · قرقیزستان       |
| ۶۵ کیلوگرم  | زاگیر شاخیف · روسیه               | امیرمحمد یزدانی · ایران            | تومور-اچیر تولگا · مغولستان     |
| ۷۰ کیلوگرم  | ماگومدمراد گادژیف · لهستان        | ارنظر آکماتالیف · قرقیزستان        | ایوگنی ژربایف · روسیه           |
| ۷۰ کیلوگرم  | ماگومدمراد گادژیف · لهستان        | ارنظر آکماتالیف · قرقیزستان        | زورابی ایاکوبیشویلی · گرجستان   |
| ۷۴ کیلوگرم  | کایل داک · ایالات متحده آمریکا    | تیموراز سالکازانوف · اسلواکی       | فضلی ارییلماز · ترکیه           |
| ۷۴ کیلوگرم  | کایل داک · ایالات متحده آمریکا    | تیموراز سالکازانوف · اسلواکی       | تیمور بیژویف · روسیه            |
| ۷۹ کیلوگرم  | جردن باروز · ایالات متحده آمریکا  | محمد نخودی · ایران                 | رادیک ولی‌یف · روسیه             |
| ۷۹ کیلوگرم  | جردن باروز · ایالات متحده آمریکا  | محمد نخودی · ایران                 | نیکا کنتچادزه · گرجستان         |
| ۸۶ کیلوگرم  | حسن یزدانی · ایران                | دیوید تیلور · ایالات متحده آمریکا  | ابوبکر آباکاروف · آذربایجان     |
| ۸۶ کیلوگرم  | حسن یزدانی · ایران                | دیوید تیلور · ایالات متحده آمریکا  | آرتور نایفونوف · روسیه          |
| ۹۲ کیلوگرم  | کامران قاسم‌پور · ایران            | ماگومد قربان‌اف · روسیه             | عثمان نورماگمدوف · آذربایجان    |
| ۹۲ کیلوگرم  | کامران قاسم‌پور · ایران            | ماگومد قربان‌اف · روسیه             | جیدن کاکس · ایالات متحده آمریکا |
| ۹۷ کیلوگرم  | عبدالرشید سعدالله‌اف · روسیه       | کایل اسنایدر · ایالات متحده آمریکا | محمد زاکاریف · اوکراین          |
| ۹۷ کیلوگرم  | عبدالرشید سعدالله‌اف · روسیه       | کایل اسنایدر · ایالات متحده آمریکا | مجتبی گلیج · ایران              |
| ۱۲۵ کیلوگرم | امیرحسین زارع · ایران             | گنو پتریاشویلی · گرجستان           | مونختورین لخاگواگرل · مغولستان  |
| ۱۲۵ کیلوگرم | امیرحسین زارع · ایران             | گنو پتریاشویلی · گرجستان           | طاها آکگل · ترکیه               |

### فرنگی مردان
| رویداد      | طلا                         | نقره                          | برنز                                 |
| ۵۵ کیلوگرم  | کن ماتسوی · ژاپن            | امین صفرشایف · روسیه          | نوگزاری تسورتسومیا · گرجستان         |
| ۵۵ کیلوگرم  | کن ماتسوی · ژاپن            | امین صفرشایف · روسیه          | الدانیز عزیزلی · آذربایجان           |
| ۶۰ کیلوگرم  | ویکتور کیوبانو · مولدووا    | ژولامان شارشنبکوف · قرقیزستان | استپان ماریانیان · روسیه             |
| ۶۰ کیلوگرم  | ویکتور کیوبانو · مولدووا    | ژولامان شارشنبکوف · قرقیزستان | مراد ممدوف · آذربایجان               |
| ۶۳ کیلوگرم  | میثم دلخانی · ایران         | لری ابولادزه · گرجستان        | کنسوکه شیمیزو · ژاپن                 |
| ۶۳ کیلوگرم  | میثم دلخانی · ایران         | لری ابولادزه · گرجستان        | لنور تمیروف · اوکراین                |
| ۶۷ کیلوگرم  | محمدرضا گرایی · ایران       | نظیر عبدالله‌یف · روسیه        | راماز زویدزه · گرجستان               |
| ۶۷ کیلوگرم  | محمدرضا گرایی · ایران       | نظیر عبدالله‌یف · روسیه        | المت کبیسپایف · قزاقستان             |
| ۷۲ کیلوگرم  | مالخاس آمویان · ارمنستان    | سرگی کوتوزوف · روسیه          | گئورگ ساهاکیان · لهستان              |
| ۷۲ کیلوگرم  | مالخاس آمویان · ارمنستان    | سرگی کوتوزوف · روسیه          | کریستوپاس اسلیوا · لیتوانی           |
| ۷۷ کیلوگرم  | رومن ولاسوف · روسیه         | سانان سلیمانوف · آذربایجان    | محمدعلی گرایی · ایران                |
| ۷۷ کیلوگرم  | رومن ولاسوف · روسیه         | سانان سلیمانوف · آذربایجان    | رولاند شوارز · آلمان                 |
| ۸۲ کیلوگرم  | رفیق حسینوف · آذربایجان     | برهان آکبوداک · ترکیه         | پژمان پشتام · ایران                  |
| ۸۲ کیلوگرم  | رفیق حسینوف · آذربایجان     | برهان آکبوداک · ترکیه         | آدلان آکیف · روسیه                   |
| ۸۷ کیلوگرم  | زوراب داتوناشویلی · صربستان | کریل ماسکوویچ · بلاروس        | لاشا گوبادزه · گرجستان               |
| ۸۷ کیلوگرم  | زوراب داتوناشویلی · صربستان | کریل ماسکوویچ · بلاروس        | آرکادیوسازا کولینیج · لهستان         |
| ۹۷ کیلوگرم  | محمدهادی ساروی · ایران      | الکس زوکه · مجارستان          | آرتور سارگسیان · روسیه               |
| ۹۷ کیلوگرم  | محمدهادی ساروی · ایران      | الکس زوکه · مجارستان          | جی‌آنگلو هانکوک · ایالات متحده آمریکا |
| ۱۳۰ کیلوگرم | علی‌‌اکبر یوسفی · ایران       | زورابی گدخائوری · روسیه       | یاکوبی گاجایا · گرجستان              |
| ۱۳۰ کیلوگرم | علی‌‌اکبر یوسفی · ایران       | زورابی گدخائوری · روسیه       | اسکار مارویک · نروژ                  |

### آزاد زنان
| رویداد     | طلا                              | نقره                                  | برنز                                    |
| ۵۰ کیلوگرم | رمینا یوشیموتو · ژاپن            | سارا هیلدبراندت · ایالات متحده آمریکا | دولگورگاوین اوتگونجارگال · مغولستان     |
| ۵۰ کیلوگرم | رمینا یوشیموتو · ژاپن            | سارا هیلدبراندت · ایالات متحده آمریکا | نادژدا سوکولوا · روسیه                  |
| ۵۳ کیلوگرم | آکاری فوجینامی · ژاپن            | یولیا لئوردا · مولدووا                | کاتارزینا کراوچیک · لهستان              |
| ۵۳ کیلوگرم | آکاری فوجینامی · ژاپن            | یولیا لئوردا · مولدووا                | سامانتا استوارت · کانادا                |
| ۵۵ کیلوگرم | تسوگومی ساکورای · ژاپن           | نینا همر · آلمان                      | اولکساندرا خومنتس · اوکراین             |
| ۵۵ کیلوگرم | تسوگومی ساکورای · ژاپن           | نینا همر · آلمان                      | جنا بورکرت · ایالات متحده آمریکا        |
| ۵۷ کیلوگرم | هلن مرولیس · ایالات متحده آمریکا | آنشو مالیک · هند                      | سائه نانجو · ژاپن                       |
| ۵۷ کیلوگرم | هلن مرولیس · ایالات متحده آمریکا | آنشو مالیک · هند                      | ارخمبایاریان داواچیمگ · مغولستان        |
| ۵۹ کیلوگرم | بیلیانا دودووا · بلغارستان       | آکی هانای · ژاپن                      | باتارجاوین شوودور · مغولستان            |
| ۵۹ کیلوگرم | بیلیانا دودووا · بلغارستان       | آکی هانای · ژاپن                      | ساریتا مور · هند                        |
| ۶۲ کیلوگرم | آیسولو تینیبکووا · قرقیزستان     | کایلا میراکل · ایالات متحده آمریکا    | نونوکا اوزاکی · ژاپن                    |
| ۶۲ کیلوگرم | آیسولو تینیبکووا · قرقیزستان     | کایلا میراکل · ایالات متحده آمریکا    | انخباتین گانتویا · مغولستان             |
| ۶۵ کیلوگرم | ایرینا رینگاچی · مولدووا         | میوا موریکاوا · ژاپن                  | یوهانا ماتسون · سوئد                    |
| ۶۵ کیلوگرم | ایرینا رینگاچی · مولدووا         | میوا موریکاوا · ژاپن                  | فارست مولیناری · ایالات متحده آمریکا    |
| ۶۸ کیلوگرم | مریم ژومانازارووا · قرقیزستان    | رین میاجی · ژاپن                      | تامیرا منسا-استوک · ایالات متحده آمریکا |
| ۶۸ کیلوگرم | مریم ژومانازارووا · قرقیزستان    | رین میاجی · ژاپن                      | خانوم ویلیوا · روسیه                    |
| ۷۲ کیلوگرم | ماساکو فوریوچی · ژاپن            | جمیله باکبرگنووا · قزاقستان           | باسه توسان · ترکیه                      |
| ۷۲ کیلوگرم | ماساکو فوریوچی · ژاپن            | جمیله باکبرگنووا · قزاقستان           | آنا شل · آلمان                          |
| ۷۶ کیلوگرم | ادلاین گری · ایالات متحده آمریکا | اپ مائه · استونی                      | سمر عامر · مصر                          |
| ۷۶ کیلوگرم | ادلاین گری · ایالات متحده آمریکا | اپ مائه · استونی                      | آیپری مدت کیزی · قرقیزستان              |